# Orde van de Bevrijding (Frankrijk)
De Orde van de Bevrijding (Frans: "Ordre de la Libération") is een Franse ridderorde die werd verleend aan personen of instellingen (militaire eenheden en gemeenten) die zich verdienstelijk hebben gemaakt in de strijd tegen de bezetting van Frankrijk tijdens de Tweede Wereldoorlog.
De Orde is de op een na hoogste onderscheiding van Frankrijk (na het Legioen van Eer) maar wordt al enkele decennia niet meer verleend. De onderscheiden mensen zijn intussen allen gestorven.

## Instelling
De Orde van de Bevrijding werd opgericht op 17 november 1940 door de "leider der vrije Fransen", generaal Charles de Gaulle. Dat gebeurde door een ordonnantie "in naam van het Franse volk en het Franse rijk" door hem uitgevaardigd in Brazzaville, de hoofdstad van het toenmalige Frans Equatoriaal Afrika, en dus op Frans grondgebied. In januari 1941 werden de reglementen van deze ridderorde in Londen vastgesteld.
De orde wordt toegekend voor "grootse daden in de strijd om de bevrijding van Frankrijk" (Hauts-faits pour et lors de la Libération de la France). In de praktijk betreft het uitsluitend daden uit de Tweede Wereldoorlog. Meestal gaat het om soldaten of verzetsstrijders, dappere strijders tegen het fascisme, maar ook steden en regimenten werden onderscheiden.
In tegenstelling tot de meeste andere Franse ridderordes telt deze orde slechts één klasse: die van Compagnon de la Libération (Gezel van de Bevrijding).

## Geschiedenis

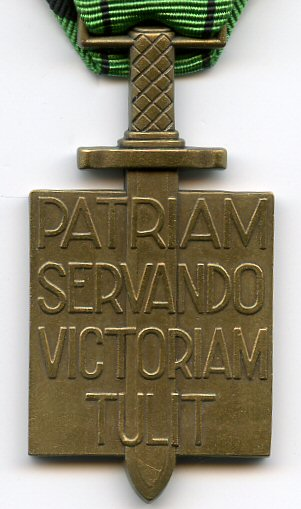
Keerzijde van de medaille

De orde is in totaal 1061 keer verleend: 1038 keer aan mensen (waaronder zes vrouwen), 18 keer aan militaire eenheden (waarvan twee oorlogsschepen) en vijf keer aan gemeenten (Nantes, Grenoble, Parijs, Vassieux-en-Vercors en Île-de-Sein). 260 personen werden postuum in de orde opgenomen, waaronder vier van de zes vrouwen. 65 van de Gezellen werden tijdens de oorlog gedood. Bijzonder zijn de in de oorlog onder een pseudoniem verleende onderscheidingen; de beroemde verzetsstrijder Jean Moulin werd op 17 oktober 1942 als "korporaal Mercier" in deze orde opgenomen.
Uiteindelijk besliste de Gaulle zelf wie in de orde werd opgenomen. De grote meerderheid van de gezellen van de Bevrijding zijn militairen die actief waren bij de Vrije Fransen. Het binnenlands verzet telt amper een kwart van de gedecoreerden, vooral omdat de Gaulle de meeste personen uit het verzet slecht kende. Dat verklaart ook het zeer gering aantal vrouwen in de orde. Zelfs de in Frankrijk zeer bekende verzetsfiguur Lucie Aubrac is er niet bij. Sommigen, zoals maarschalk Alphonse Juin ontvingen de orde niet omdat ze te lang de kant van Vichy-Frankrijk hadden gekozen, ondanks hun latere verdiensten.
Bijna alle opnames dateren van tijdens of onmiddellijk na de oorlog. Toen de Gaulle in 1946 aftrad als hoofd van de voorlopige regering bepaalde hij dat de orde niet meer zou worden verleend. Tweemaal heeft de generaal daarvan afgeweken : voor de Britse oorlogsleider Winston Churchill (in 1958) en de Britse koning George VI (postuum in 1960).
Doordat de orde niet meer wordt toegekend zijn alle Gezellen van de Bevrijding intussen overleden. De laatste nog levende compagnon was de gaullistische oud-minister Hubert Germain, die zich als militair onderscheiden had in de Slag bij Bir Hakeim. Hij overleed op 12 oktober 2021 op 101-jarige leeftijd. Op 11 november 2021 werd hij bijgezet in een tombe van het fort van de Mont Valérien, de Franse "Waalsdorpervlakte", even buiten Parijs. Dat graf was al veel eerder speciaal voorzien voor de laatste overlevende van de Orde.
Generaal de Gaulle was de enige grootmeester van de Orde. In 1947 werd hem een ketting van grootmeester overhandigd. Hij zou die ketting dragen op zijn officieel portret als president van Frankrijk (1959 -1969). Na het overlijden van de Gaulle in 1970 besliste de Raad van de Orde dat er geen nieuwe grootmeester zou worden benoemd.

Het dagelijks bestuur van de orde berustte bij een kanselier die door de Raad van de Orde werd benoemd uit de gezellen van de Bevrijding. Kanseliers waren onder meer generaal Alain de Boissieu (schoonzoon van de Gaulle, 2002-2006), oud-premier Pierre Messmer (2006-2007) en Nobelprijswinnaar François Jacob (2007-2011). Sinds 2012 is de functie van kanselier opgeheven en wordt zijn taak uitgeoefend door een gedelegeerde van de raad van gemeenten die Gezel van de Bevrijding zijn. Er werd nog wel een erekanselier benoemd uit de overlevende gezellen - Hubert Germain als laatste. 

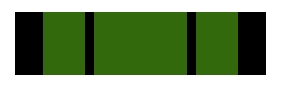
de baton in de kleuren van het lint van de Orde van de Bevrijding.

## Het kruis van de Orde van de Bevrijding
Het kleinood van de orde is een op een schild gelegd Kruis van Lotharingen dat op een zwaard rust.Op de keerzijde staan de woorden "Patriam Servando Victoriam Tulli" (Latijn: "Door zijn land te dienen bracht hij de overwinning"). Het lint is groen (de kleur van de hoop) met twee zwarte biezen en een zwarte streep door het hart van het lint als symbool van rouw en verdriet.
De compagnons droegen hun onderscheiding op de linkerborst. De kinderen of weduwen van de Compagnons de la Libération mogen het kruis van de orde op hun rechterborst dragen.
Een verwante, maar minder exclusieve onderscheiding, is de Verzetsmedaille. Daarop staat eveneens het kruis van Lotharingen.
Zie ook: lijst van historische orden van Frankrijk.